# Estolomimus pulvereus
Estolomimus pulvereus är en skalbaggsart som beskrevs av Martins och Maria Helena M. Galileo 1997. Estolomimus pulvereus ingår i släktet Estolomimus och familjen långhorningar. Inga underarter finns listade i Catalogue of Life.